# Bychowo (Żmigród)
Bychowo (deutsch Beichau) ist ein Dorf in der Stadt- und Landgemeinde Żmigród (Trachenberg) im Powiat Trzebnicki der Woiwodschaft Niederschlesien in Polen. Das Dorf hatte 386 Einwohner im Jahr 2011.
Bychowo liegt etwa fünf Kilometer nordwestlich von der Stadt Żmigród (deutsch Trachenberg).  Ab 1815 gehörte das Dorf zum Landkreis Militsch in der preußischen Provinz Schlesien, die zwischen 1871 und dem Ende des Zweiten Weltkriegs einen Teil des Deutschen Reichs bildete.

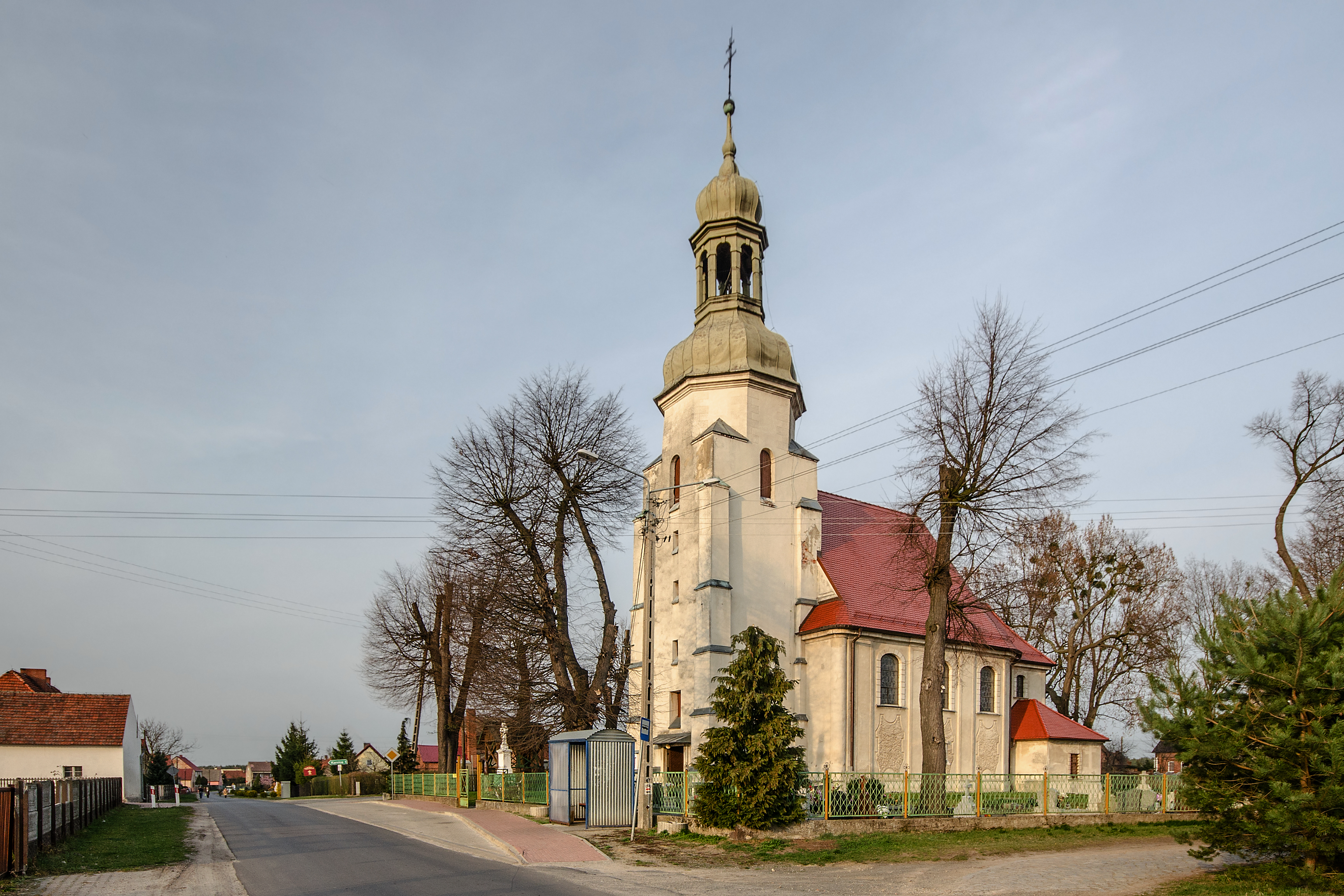
St. Johannes Nepomuk

## Sehenswürdigkeiten
- Katholische Kirche St. Johannes Nepomuk (Kościół pw. św. Jana Nepomucena) ist eine barocke Saalkirche und wurde 1726 errichtet. Der Entwurf stammt vermutlich von Christoph Hackner. Die Régence-Ausstattung kam um 1726 dazu, darunter das Gemälde am Hochaltar Der heilige Johannes Nepomuk erteilt der tschechischen Königin die Absolution sowie die Kanzel mit Szenen des Martyriums von Johannes Nepomuk.[2] Die Kirche gehört zum polnischen Kulturerbe.[3]